# Eothenomys olitor
Eothenomys olitor är en däggdjursart som först beskrevs av Thomas 1911.  Eothenomys olitor ingår i släktet Eothenomys och familjen hamsterartade gnagare. IUCN kategoriserar arten globalt som livskraftig. Inga underarter finns listade i Catalogue of Life.
Vuxna exemplar är 80 till 92 mm långa (huvud och bål), har en 29 till 39 mm långa svans och väger 13 till 15 g. Pälsen har främst en svartbrun färg men undersidan är lite ljusare. På fötterna och på svansen förekommer mörkbruna hår. Öronen är helt svarta. Eothenomys olitor skiljer sig i en avvikande form av molarernas tandkrona från andra släktmedlemmar.
Denna gnagare förekommer i södra Kina, främst i provinsen Yunnan samt i angränsande områden av provinserna Sichuan och Guizhou. Arten vistas i bergstrakter mellan 1800 och 3400 meter över havet. Regionen är täckt av skogar.